# Maria Zuba
Maria Zuba z domu Sztando (ur. 6 kwietnia 1951 w Suchedniowie) – polska polityk, inżynier elektryk, posłanka na Sejm V, VI, VII i VIII kadencji.

## Życiorys
Ukończyła studia w Instytucie Elektrotechniki Politechniki Świętokrzyskiej z tytułem zawodowym inżyniera elektryka. Pracowała w Zakładach Metalowych PREDOM-MESKO w Skarżysku-Kamiennej i Fabryce Urządzeń Transportowych w Suchedniowie, w której była też przewodniczącą NSZZ „Solidarność”.
Po przemianach politycznych pełniła funkcję radnej rady miejskiej w Suchedniowie, a w latach 1994–1997 była burmistrzem tej miejscowości. Z rekomendacji Unii Wolności od 1997 do 2001 była wicewojewodą kieleckim, następnie świętokrzyskim. W wyborach parlamentarnych w 1997 bezskutecznie ubiegała się o mandat poselski z listy UW w województwie kieleckim (otrzymała 1506 głosów). W 2001 bez powodzenia kandydowała do Senatu z ramienia komitetu Blok Senat 2001, rok później ponownie ubiegała się o stanowisko burmistrza Suchedniowa. W latach 2001–2005 pracowała w Krajowej Radzie Radiofonii i Telewizji.
W 2005 z listy Prawa i Sprawiedliwości została wybrana na posłankę V kadencji w okręgu kieleckim. W wyborach parlamentarnych w 2007 po raz drugi uzyskała mandat poselski, otrzymując 3492 głosy. W wyborach w 2011 z powodzeniem ubiegała się o reelekcję, dostała 6222 głosy. W 2015 została ponownie wybrana do Sejmu. W wyborach w 2019 nie uzyskała poselskiej reelekcji. Od grudnia tego samego roku była doradcą wojewody świętokrzyskiego Zbigniewa Koniusza.

## Odznaczenia
W 2022 została odznaczona Złotym Krzyżem Zasługi.